# Нюдя-Инкуяха
Нюдя-Инкуяха (устар. Инку-Яга) — река в России, протекает по Сургутскому району Ханты-Мансийского АО. Левый приток реки Лямин 3-й. Длина — 13 км.

## Данные водного реестра
По данным государственного водного реестра России относится к Верхнеобскому бассейновому округу, водохозяйственный участок реки — Обь от города Нефтеюганск до впадения реки Иртыш, речной подбассейн реки — Обь ниже Ваха до впадения Иртыша. Речной бассейн реки — (Верхняя) Обь до впадения Иртыша.
Код объекта в государственном водном реестре — 13011100212115200046539.